# Francesco I Sforza di Caravaggio
Francesco I Sforza di Caravaggio (poco prima del 14 dicembre 1550 – Caravaggio, 3 luglio 1583) è stato un nobile italiano.

## Biografia
All'inizio del secolo Caravaggio, dopo aver vissuto diverse vicende militari, veniva eretta sotto il governo degli Sforza, a capitale del marchesato della Geradadda. La storia era iniziata con l'insediamento di Massimiliano Sforza sul trono di Milano il 19 maggio 1525, il quale, trovatosi in difficoltà nel controllo della Geradadda, nominò marchese di Caravaggio il fratellastro Giovanni Paolo, che sposerà nel 1528 Violante Bentivoglio, una donna che, negli anni a seguire, avrà una notevole importanza nella conduzione del borgo.
Successe poi che Giovanni Paolo, pochi anni dopo averla sposata, trovò la morte in una situazione definita da alcuni storici poco chiara. Con il figlio Muzio ancora infante, perché nato dalla loro unione nel 1531, Violante si troverà ad essere sola alla guida al borgo.
Muzio nel 1552, ormai ventunenne, decise di arruolarsi nell'esercito dell'imperatore Carlo V e durante l'assedio di Metz, colpito dalla stessa sorte del padre morì prematuramente, lasciando orfani i due figli nati dal matrimonio con Faustina, figlia di Bosio II Sforza di Santa Fiora: Ippolita che, si farà monaca, e Francesco suo legittimo erede, nato alla fine del 1550, che crescerà vicino alla madre ed in particolare sotto la guida di nonna Violante.
Francesco, raggiunta l'età per una reggenza del marchesato, si trovò di fronte alla scelta di formarsi una famiglia che lo avrebbe portato, ad unirsi in matrimonio con una delle figlie di uno dei massimi esponenti delle nobiltà romana, Marcantonio II Colonna, l'eroe, nel 1571, della battaglia di Lepanto.
Il giovane avrebbe accolto volentieri la proposta di sposare Giovanna, la prima delle due figlie del principe Marcantonio, che però nel frattempo era stata promessa dal Colonna al nobile Carafa di Napoli. Forse con meno entusiasmo, dovette accettare di unirsi all'altra figlia, dietro una clausola di rispetto fino al compimento dei suoi quindici anni.
Il matrimonio fra Costanza Colonna e il diciassettenne Francesco Sforza fu celebrato per procura verso la fine del 1567. La sposa dodicenne venne condotta a Milano nel novembre del 1568 per poi essere accompagnata a Caravaggio da un padre spirituale. Seppur accettata favorevolmente, in un primo momento, dal marchese e da nonna Violante, Costanza non molto tempo dopo inviava una lettera al padre Marcantonio, pregandolo di toglierla da quella casa in seguito ai continui maltrattamenti subiti: "Se non mi liberate di questa casa di N.S. mi dono la morte e non mi curo di perdere l'anima”.
Grazie all'intercessione del cardinal Carlo Borromeo, Costanza viene allontanata da Caravaggio per essere ospitata in un convento milanese.  Dopo molte traversie, tra cui una inaspettata e anticipata gravidanza (con il conseguente decesso del neonato), il matrimonio di Costanza avrebbe sortito una positiva evoluzione, tanto che con Francesco Sforza avrebbe avuto numerosi figli. Tra questi Fabrizio, che avrà una parte importante nella vita del pittore Michelangelo Merisi detto il Caravaggio.

## Matrimonio e figli
Francesco I e la Principessa Costanza Colonna, figlia del principe Marcantonio II Colonna e della principessa Felice Orsini, ebbero i seguenti eredi:
- n.n., nato morto il 14 novembre 1569;
- Felice (settembre 1570-25 gennaio 1579);
- n.n., nato poco dopo il 16 aprile 1572;
- Faustina (fine marzo 1573 - 9 agosto 1590),[4] promessa nel 1589 ad Alessandro del Carretto, morì prima delle nozze;
- Violante (1574-ante 1616),[4] monaca nel monastero maggiore di Milano come suor Giovanna Costanza;
- Giovanna (1575-post 1616),[4] monaca nel monastero maggiore di Milano come suor Francesca Alessandra;
- Muzio II (Milano, giugno 1576 - 14 settembre 1622),[4] marchese di Caravaggio e conte di Galliate;
- Marco Antonio (nato e morto il 22 maggio 1577);
- Ludovico Maria (morto poco dopo la nascita il 22 aprile 1578);
- n.n. nata il 12 agosto 1579 e morta il giorno successivo;
- Fabrizio (ottobre 1580-15 dicembre 1625),[4] paggio e consigliere intimo del re di Spagna, cavaliere dell'Ordine di Malta, Gran Priore di Venezia dal 1610, generale delle galee dell'Ordine e generale spagnolo
- Ludovico Maria, abate del monastero di San Giovanni in Lamis a Foggia,[4] poi di S. Giovanni Battista in Fiorenzuola (23 novembre 1581-1615);
- Giampaolo (16 giugno-1º luglio 1583).

## Ascendenza
|                                  |                                  |                                | Genitori                   |  |  | Nonni |  |  | Bisnonni        |  |  | Trisnonni        |  |
|                                  |                                  |                                |                            |  |  |       |  |  | Ludovico Sforza |  |  | Francesco Sforza |  |
|                                  |                                  |                                |                            |  |  |       |  |  | Ludovico Sforza |  |  | Francesco Sforza |  |
|                                  |                                  | Bianca Maria Visconti          |                            |  |  |       |  |  | Ludovico Sforza |  |  |                  |  |
| Giovanni Paolo I Sforza          |                                  |                                |                            |  |  |       |  |  | Ludovico Sforza |  |  |                  |  |
|                                  |                                  | Lucrezia Crivelli              | Bernabò Crivelli           |  |  |       |  |  |                 |  |  |                  |  |
|                                  |                                  | Lucrezia Crivelli              | Bernabò Crivelli           |  |  |       |  |  |                 |  |  |                  |  |
|                                  |                                  | Lucrezia Crivelli              | …                          |  |  |       |  |  |                 |  |  |                  |  |
| Muzio I Sforza di Caravaggio     |                                  | Lucrezia Crivelli              |                            |  |  |       |  |  |                 |  |  |                  |  |
|                                  |                                  | Alessandro Bentivoglio         | Giovanni II Bentivoglio    |  |  |       |  |  |                 |  |  |                  |  |
|                                  |                                  | Alessandro Bentivoglio         | Giovanni II Bentivoglio    |  |  |       |  |  |                 |  |  |                  |  |
|                                  |                                  | Alessandro Bentivoglio         | Ginevra Sforza             |  |  |       |  |  |                 |  |  |                  |  |
| Violante Bentivoglio             |                                  | Alessandro Bentivoglio         |                            |  |  |       |  |  |                 |  |  |                  |  |
|                                  |                                  | Ippolita Sforza                | Galeazzo Maria Sforza      |  |  |       |  |  |                 |  |  |                  |  |
|                                  |                                  | Ippolita Sforza                | Galeazzo Maria Sforza      |  |  |       |  |  |                 |  |  |                  |  |
|                                  |                                  | Ippolita Sforza                | Lucrezia Landriani         |  |  |       |  |  |                 |  |  |                  |  |
| Francesco I Sforza di Caravaggio |                                  | Ippolita Sforza                |                            |  |  |       |  |  |                 |  |  |                  |  |
|                                  | Federico I Sforza di Santa Fiora | Guido II Sforza di Santa Fiora |                            |  |  |       |  |  |                 |  |  |                  |  |
|                                  | Federico I Sforza di Santa Fiora | Guido II Sforza di Santa Fiora |                            |  |  |       |  |  |                 |  |  |                  |  |
|                                  | Federico I Sforza di Santa Fiora | Francesca Farnese              |                            |  |  |       |  |  |                 |  |  |                  |  |
| Bosio II Sforza di Santa Fiora   | Federico I Sforza di Santa Fiora |                                |                            |  |  |       |  |  |                 |  |  |                  |  |
|                                  |                                  | Bartolomea Orsini              | Niccolò Orsini             |  |  |       |  |  |                 |  |  |                  |  |
|                                  |                                  | Bartolomea Orsini              | Niccolò Orsini             |  |  |       |  |  |                 |  |  |                  |  |
|                                  |                                  | Bartolomea Orsini              | Elena Conti                |  |  |       |  |  |                 |  |  |                  |  |
| Faustina Sforza di Santa Fiora   |                                  | Bartolomea Orsini              |                            |  |  |       |  |  |                 |  |  |                  |  |
|                                  |                                  | Paolo III                      | Pier Luigi Farnese Seniore |  |  |       |  |  |                 |  |  |                  |  |
|                                  |                                  | Paolo III                      | Pier Luigi Farnese Seniore |  |  |       |  |  |                 |  |  |                  |  |
|                                  |                                  | Paolo III                      | Giovannella Caetani        |  |  |       |  |  |                 |  |  |                  |  |
| Costanza Farnese                 |                                  | Paolo III                      |                            |  |  |       |  |  |                 |  |  |                  |  |
|                                  |                                  | Silvia Ruffini                 | Rufino Ruffini             |  |  |       |  |  |                 |  |  |                  |  |
|                                  |                                  | Silvia Ruffini                 | Rufino Ruffini             |  |  |       |  |  |                 |  |  |                  |  |
|                                  |                                  | Silvia Ruffini                 | …                          |  |  |       |  |  |                 |  |  |                  |  |
|                                  |                                  | Silvia Ruffini                 |                            |  |  |       |  |  |                 |  |  |                  |  |